# Werner Spies
Werner Spies (* 1. April 1937 in Tübingen) ist ein deutscher Kunsthistoriker, Journalist, Kunstvermittler und Museumsdirektor.

## Leben und Wirken
Werner Spies besuchte als Sohn eines Rottenburger Volksschuldirektors die Volksschule in Rottenburg am Neckar; ab dem Jahr 1952 das Albertus-Magnus-Gymnasium in Rottweil. Als Abiturient gab er als Berufswunsch Kulturschriftsteller an.
In den Jahren von 1956 bis 1958 war er Volontär bei der in Rottweil erscheinenden Zeitung Schwarzwälder Volksfreund. Im Jahr 1958 arbeitete er als Redakteur für das Feuilleton der Stuttgarter Zeitung.
Er studierte Kunstgeschichte, Philosophie und Romanistik in Wien, Tübingen und Paris, schloss aber sein Studium zunächst nicht mit einer Promotion ab.
In Paris lernte er als Literaturagent und Lektor zahlreiche französische Autoren wie Samuel Beckett, Nathalie Sarraute, Michel Butor, Alain Robbe-Grillet, Claude Simon, Marguerite Duras, Francis Ponge, Robert Pinget und Monique Wittig kennen. In kürzester Zeit war er in der Pariser Literaturszene akzeptiert. Seit 1960 in Paris wohnhaft, ließ er sich dort im Jahr 1962 nieder und schrieb ab 1964 regelmäßig für die Frankfurter Allgemeine Zeitung. Er beeinflusste „mit seinem prägnanten Argumentationsstil eine ganze Generation von Kunsthistorikern.“
Für den Süddeutschen Rundfunk gab er bei ihm bekannten und befreundeten Schriftstellern eigens für den Hörfunk erstellte Prosatexte in Auftrag, denn die bisherigen Hörfunkbearbeitungen missfielen ihm. In dieser Zusammenarbeit entstand beispielsweise das erste Hörspiel Samuel Becketts für den deutschen Rundfunk. Als Übersetzer übertrug Werner Spies Werke von Alain Robbe-Grillet, Marguerite Duras, Francis Ponge und Jean Tardieu.
Die Begegnungen mit Daniel-Henry Kahnweiler und Pablo Picasso wirkten sich entscheidend auf sein weiteres Leben aus. Mit Max Ernst, den er im Jahr 1966 kennenlernte, verband ihn bis zu dessen Tod im Jahr 1976 eine tiefe Freundschaft. Zu einem Zeitpunkt, zu dem er bereits während des Direktorats von Norbert Kricke an der Kunstakademie Düsseldorf eine Professur erhalten hatte, wurde Spies mit einer Dissertation über die Collagen von Max Ernst durch den Kunsthistoriker und früheren Direktor der Kunstakademie Düsseldorf Eduard Trier an der Rheinischen Friedrich-Wilhelms-Universität Bonn promoviert.

### Werk
Spies publizierte zahlreiche Monographien zur Kunst des 20. Jahrhunderts, betreute Ausstellungen zum Surrealismus und den Künstlern Max Ernst und Pablo Picasso und ist Kunstkritiker bei der Frankfurter Allgemeinen Zeitung. Der international renommierte Kunstwissenschaftler hat maßgeblich dazu beigetragen, dass sich die Klassische Moderne in Deutschland durchsetzen konnte. Als Kunstvermittler ist er bestrebt, das Werk bedeutender Künstler der Moderne in Monographien einem großen Publikum anschaulich nahezubringen, darunter das Werk von Ernst und Picasso.

#### Lehre, Kuratorenamt und Herausgeberschaft
In den Jahren 1975 bis 2002 hatte Werner Spies den Lehrstuhl für Kunst des 20. Jahrhunderts an der Kunstakademie Düsseldorf inne.
Von 1997 bis zum Jahr 2000 war er Direktor des Centre Beaubourg, des heutigen Centre Georges Pompidou in Paris, und war dort verantwortlich für die Neugestaltung des Musée National d’Art Moderne und für die Präsentation der Sammlungen. Seine Ernennung zum Museumsdirektor führte zu einem großen Medienecho, da eine solche Position im französischen Museumswesen eigentlich Karrierediplomaten vorbehalten ist.
Für das Centre Georges Pompidou organisierte er die Ausstellungen Max Ernst, sculptures, maisons, paysages im Jahr 1998, Picasso sculpteur im Jahr 2000 und La Révolution surréaliste im Jahr 2002, die anschließend in der Kunstsammlung Nordrhein-Westfalen in Düsseldorf gezeigt wurde. Werner Spies war Vorsitzender des Stiftungsrates und des Kuratoriums der Stiftung Max Ernst in Brühl und in dieser Eigenschaft mitverantwortlich für das am 4. September 2005 in Brühl eröffnete Max-Ernst-Museum, das sich seit dem 1. Juni 2007 in der Trägerschaft des Landschaftsverbandes Rheinland befindet. Beide Ämter gab er im Juni 2012 auf.
Im Auftrag von Max Ernst und der Menil Foundation in Houston/Texas betreute er gemeinsam mit Sigrid und Günter Metken als Herausgeber den Werkkatalog von Max Ernst. Die Künstler Pablo Picasso und der Kunsthändler Daniel-Henry Kahnweiler beauftragten ihn, den Werkkatalog der Skulpturen Picassos zu erstellen. Im Jahr 1968 war Werner Spies Mitglied der Jury der 4. documenta. Als Kommissar der Ausstellung Max Ernst im Grand Palais in Paris war er im Jahr 1975 tätig, im Jahr 1978 kuratierte er seine erste eigene Ausstellung Paris-Berlin 1900–1933 im Centre Beaubourg. Er organisierte zahlreiche Ausstellungen, so über den deutschen Künstler Josef Albers, über Max Ernst und zu den Skulpturen, Aquarellen, Pastellen und Zeichnungen von Picasso. Weitere Picasso-Ausstellungen fanden zu den Themen Die Zeit nach Guernica oder Picasso – die Welt der Kinder statt. Die Retrospektive zu Max Ernst im Metropolitan Museum of Art in New York des Jahres 2005 betreute er ebenfalls. Im Jahr 2006 war Werner Spies für die Ausstellung Picasso – Malen gegen die Zeit – 200 Bilder, Skulpturen, Zeichnungen in der Albertina in Wien zuständig; diese Ausstellung wurde anschließend in der Kunstsammlung Nordrhein-Westfalen in Düsseldorf gezeigt.
Spies publiziert seit vierzig Jahren Aufsätze in der Frankfurter Allgemeinen Zeitung. Einige zwischen September 1998 und Oktober 2004 erschienene wurden 2005 leicht überarbeitet unter dem Titel Duchamp starb in seinem Badezimmer an einem Lachanfall – Portraits (Edition Akzente) zusammengefasst.
Spies ist Mitglied der Deutschen Akademie für Sprache und Dichtung, der Bayerischen Akademie der Schönen Künste und der Nordrhein-Westfälischen Akademie der Wissenschaften und der Künste.

#### Kunstfälscherskandal
2010 bestätigte Spies als hinzugezogener Gutachter durch Expertisen die Echtheit einiger Werke von Max Ernst aus der fingierten „Kunstsammlung Jägers“. Die Arbeiten wurden als authentische Werke des Künstlers versteigert, stellten sich jedoch als Fälschungen heraus. Sieben Bilder, im Max-Ernst-Stil gefälscht, hatte er für echt befunden. An ihrem späteren Verkauf war er auch finanziell beteiligt; allein von der Fälscherfamilie Beltracchi erhielt er Provisionen in Höhe von 400.000 Euro, weitere Provisionen in unbekannter Höhe von dem Kunsthändler Marc Blondeau, unter anderem auch für seine Tätigkeit als Mitglied des Kunstbeirats der Sammlung Reinhold Würth, die zwei gefälschte Werke, eines angeblich von Heinrich Campendonk, das andere von Max Ernst, erworben hat. Ein weiteres gefälschtes Werk von Max Ernst kam in den Handel und wurde verkauft, nachdem es in einer von Werner Spies betreuten Ausstellung im Max Ernst Museum Brühl des LVR gezeigt worden war.
Dass Spies „offensichtlich nicht nur hohe Provisionszahlungen vom Kunstfälscher Wolfgang Beltracchi erhalten, sondern diese Zahlungen – wie auch Überweisungen von Kunsthändlern und Galeristen – über ein Konto in der Schweiz abgewickelt“ hat, schrieb im Januar 2012 die Süddeutsche Zeitung. Kurz zuvor hatte die Wochenzeitung Die Zeit in einem Beitrag die Rolle des Max-Ernst-Spezialisten Spies in einer „Kamarilla aus Politikern, Händlern und Kunsthistorikern“ fokussiert, „fragwürdige Geschäfte mit dem großen Surrealisten“ und dabei auch die „problematische Vorgeschichte“ und Verwicklung des Max Ernst Museums Brühl des LVR beleuchtet.

## Ehrungen
Werner Spies bekam zahlreiche Preise verliehen; so den Johann-Heinrich-Merck-Preis der Deutschen Akademie für Sprache und Dichtung, die Wilhelm-Hausenstein-Ehrung der Bayerischen Akademie der Schönen Künste und den Premio internazionale arte et letterature Sergio Polillo, der in Bergamo verliehen wird. Im Jahr 2001 wurde ihm die Goethe-Medaille verliehen, im Jahr 2003 erhielt er den Elsie-Kühn-Leitz-Preis der deutsch-französischen Gesellschaften und den ART Cologne Preis, Köln.
Die Ehrendoktorwürde der Freien Universität Berlin wurde Werner Spies im Mai des Jahres 2003 verliehen, im Februar 2005 folgte der Ehrendoktor der Universität Tübingen.
Zudem trägt Werner Spies die Kommandeurkreuze des Ordre des Arts et des Lettres und des Ordre national du Mérite, er ist Kommandeur der französischen Ehrenlegion und Träger des Großen Bundesverdienstkreuzes mit Stern, des Verdienstorden des Landes Nordrhein-Westfalen und der Verdienstmedaille des Landes Baden-Württemberg.
Er war Laudator bei der Verleihung des Friedenspreises des Deutschen Buchhandels an Anselm Kiefer 2008. Im Jahre 2010 erhielt Spies den Förderpreis der Carlo-Schmid-Stiftung, Laudator war Volker Schlöndorff.

## Publikationen
- Pour Daniel-Henry Kahnweiler. Festschrift für Daniel-Henry Kahnweiler. Hrsg. zusammen mit Michel Leiris. Stuttgart 1965.
- Mein imaginäres Museum/Jean Tardieu. Aus dem Französischen übersetzt von Gerhard M. Neumann und Werner Spies; mit einem Nachwort versehen von Werner Spies. Frankfurt am Main 1965.
- Max Ernst: Frottagen. Stuttgart 1968.
- Pablo Picasso-Traum und Lüge Francos. Frankfurt 1968.
- Vasarely. Stuttgart 1969, ISBN 3-7701-0538-9.
- Albers (= Kunst heute. Band 15). Stuttgart 1970, ISBN 3-7757-0007-2.
- Rudolf Hoflehner, Krieauer Kreaturen. Wien/München 1971, ISBN 3-7031-0193-8.
- Pablo Picasso: Das plastische Werk. Stuttgart 1971, ISBN 3-7757-0012-9.
- Victor Vasarely. Köln 1971.
- Die Rückkehr der Schönen Gärtnerin: Max Ernst 1950–1970. Köln 1971, ISBN 3-7701-0543-5.
- Max Ernst, Collagen: Inventar und Widerspruch. Köln 1974, ISBN 3-7701-0652-0.
- Max Ernst Oeuvrekatalog. Sechs Bände, zusammen mit Sigrid und Günter Metken. 1975–1976.
- Max Ernst: Vox Angelica. Basel 1975.
- Max Ernst. Tokyo 1977.
- als Herausgeber: Max Ernst: Bücher und Grafiken; eine Ausstellung des Institutes für Auslandsbeziehungen. Stuttgart 1977.
- Christo, the Running Fence. 25. November 1977 – 8. Januar 1978, Kestner-Gesellschaft, Hannover. Stuttgart 1977, ISBN 3-7757-0121-4.
- Max Klinger: 1857–1920; l’oeuvre gravé ; exposition au Centre Culturel Allemand, Goethe-Inst. Paris du 10 mars au 29 avril 1977. Stuttgart 1977.
- Aggressivität und Erhebung. In: Max Ernst Retrospektive 1979. In Zusammenarbeit mit Thomas W. Gaehtgens, Eduard Trier und Günter Metken. München/Berlin 1979.
- Max Ernst: Frottagen, Collagen, Zeichnungen. Zürich/Frankfurt/München 1978.
- Das Auge am Tatort, 80 Begegnungen mit Kunst und Künstlern. München 1979, ISBN 3-7913-0484-4.
- Pablo Picasso: Eine Ausstellung zum 100. Geburtstag; Werke aus der Sammlung Marina Picasso. Katalog. München 1981, ISBN 3-7913-0523-9.
- Max Ernst – Loplop: die Selbstdarstellung des Künstlers. München 1982, ISBN 3-7913-0546-8.
- Picasso, das plastische Werk. Katalog zur Ausstellung „Picasso, Plastiken“. Nationalgalerie Berlin, Staatliche Museen Preussischer Kulturbesitz, 7. Oktober – 27. November 1983; Kunsthalle Düsseldorf, 11. Dezember 1983 – 29. Januar 1984; in Zusammenarbeit mit Christine Piot. Stuttgart 1983.
- Christo: Surrounded Islands. Köln 1984.
- Max Ernst – les collages. Inventaire et contradictions. Paris 1984.
- Picasso: Pastelle, Zeichnungen, Aquarelle. Kunsthalle Tübingen, 5. April – 25. Mai 1986; Kunstsammlung Nordrhein-Westfalen, Düsseldorf, 6. Juni – 27. Juli 1986. Stuttgart 1986, ISBN 3-7757-0213-X.
- Fernando Botero: Bilder, Zeichnungen, Skulpturen. Anlässlich der Ausstellung „Fernando Botero – Bilder, Zeichnungen, Skulpturen“ in der Kunsthalle der Hypo-Kulturstiftung, München, 4. Juli – 7. September 1986; in der Kunsthalle Bremen, 11. Januar – 1. März 1987 und in der Schirn Kunsthalle Frankfurt, 12. März 1987 – 10. Mai 1987. München 1986, ISBN 3-7913-0774-6.
- Cars: die letzten Bilder/Andy Warhol. Stuttgart 1988, ISBN 3-7757-0249-0.
- Kontinent Picasso: ausgewählte Aufsätze aus zwei Jahrzehnten. München 1988, ISBN 3-7913-0891-2.
- Die Welt der Collage. Tübingen/Bern/Düsseldorf 1988.
- Rosarot vor Miami: Ausflüge zu Kunst und Künstlern unseres Jahrhunderts. München 1989, ISBN 3-7913-1017-8.
- Pablo Picasso – der Zeichner: 300 Zeichnungen und Graphiken 1893–1972. Hrsg. von Jean Jouvet, Essays von Werner Spies. Zürich 1989, ISBN 3-257-21747-1.
- Max Ernst – The Invention of the Surrealist Universe. New York/London 1990.
- Dressierte Malerei – entrückte Utopie: zur französischen Kunst des 19. Jahrhunderts. Stuttgart 1990, ISBN 3-7757-0289-X.
- Max Ernst: Retrospektive zum 100. Geburtstag; anlässlich der Ausstellung „Max Ernst – Retrospektive zum 100. Geburtstag“ in der Tate Gallery, London (13. Februar – 21. April 1991) ... sowie dem Musée National d’Art Moderne, Centre Georges Pompidou, Paris (28. November 1991 – 27. Januar 1992). Hrsg. und mit einer Einführung von Werner Spies; mit Beiträgen von Karin von Maur. München 1991, ISBN 3-7913-1122-0.
- Picasso, die Zeit nach Guernica: 1937–1973. Anlässlich der von Heiner Bastian und Werner Spies organisierten Ausstellung „Picasso – Die Zeit nach Guernica 1937–1973“ in der Nationalgalerie Berlin, der Kunsthalle der Hypo-Kulturstiftung, München und der Hamburger Kunsthalle, Dezember 1992 – August 1993. Stuttgart 1993, ISBN 3-7757-0384-5.
- An Open-ended Oeuvre in Dada and the Dawn of Surrealism. The Museum of Modern Art, New York / The Menil Collection, Houston / The Art Institute of Chicago, 1993.
- Picasso – die Welt der Kinder. München 1994, ISBN 3-7913-1346-0.
- Schnitt durch die Welt: Aufsätze zu Kunst und Literatur. Stuttgart 1995, ISBN 3-89322-732-6.
- Pablo Picasso: Wege zur Skulptur; die Carnets Paris und Dinard von 1928. Anlässlich der gleichnamigen Ausstellung im Wilhelm-Lehmbruck-Museum Duisburg (29. Januar – 2. April 1995) und in der Hamburger Kunsthalle (16. Juni – 13. August 1995). München/New York 1995, ISBN 3-7913-1436-X.
- Max Ernst – Skulpturen, Häuser, Landschaften. Centre Georges Pompidou 1998, Düsseldorf Kunstsammlung Nordrhein-Westfalen 1995.
- Passion and Eroticism: The Late Graphic Works by Pablo Picasso; From the Piero Crommelynck Collection; Tokyo 1997.
- „Die Dauer des Blitzes“. In: Max Ernst, Die Retrospektive. Nationalgalerie Berlin 1999, Haus der Kunst, München.
- Kunstgeschichten: von Bildern und Künstlern im 20. Jahrhundert. Köln 1998, ISBN 3-7701-4703-0.
- Modes d’emploi. Paris 1998.
- Un musée du XXIe siècle. XXe/MNAM/COLLECTIONS – Une histoire matérielle. Centre Pompidou, 2000.
- Picasso-sculpteur. Centre Georges Pompidou, 2000.
- La Révolution surréaliste. Centre Georges Pompidou, 2002.
- Picasso beim Stierkampf. Köln 2002.
- Surrealismus, Kanon einer Bewegung. Köln 2003
- Marcel Duchamp starb in seinem Badezimmer an einem Lachanfall. Portraits (Edition Akzente). Hrsg. von Michael Krüger. Carl Hanser Verlag, München/Wien 2005, ISBN 3-446-20581-0. (Mit zahlreichen bedeutenden Aufsätzen in der FAZ, erschienen zwischen September 1998 und Oktober 2004.)
- Max Ernst: Leben und Werk. 2005.
- Anselm Kiefer. 2005.
- Picasso – Malen gegen die Zeit. Hatje Cantz Verlag, Ostfildern 2006, ISBN 978-3-7757-1831-8.
- Werner Spies und C. Sylvia Weber: Liebe auf den ersten Blick. Hundert Neuerwerbungen der Sammlung Würth. Museum Würth, Künzelsau 2007, ISBN 978-3-89929-111-7.
- Max Ernst – Bilder und Skulpturen in der Sammlung Würth. Künzelsau 2008, ISBN 978-3-89929-132-2.
- Max Ernst in der Sammlung Würth – Grafik und Bücher. Künzelsau 2008, ISBN 978-3-89929-131-5 (Neuauflage)
- Auge und Wort. Band 1 – 10. Gesammelte Schriften zu Kunst und Literatur. University Press, Berlin 2008, ISBN 978-3-940432-32-2.
- Werner Spies und C. Sylvia Weber (Hrsg.): Im Blick des Sammlers. Neuerwerbungen der Sammlung Würth von Kirchner und Schlemmer bis Kiefer. Künzelsau 2009, ISBN 978-3-89929-149-0.
- Christo und Jeanne Claude. Grenzverlegung der Utopie. Berlin University Press, Berlin 2010, ISBN 978-3-940432-94-0.
- Zwischen Oberammergau und Guillotine. Berlin University Press, Berlin 2011, ISBN 978-3-86280-018-6.
- Mein Glück: Erinnerungen. Carl Hanser, München 2012, ISBN 978-3-446-24003-2.
- Vox Angelica. Max Ernst und die Surrealisten in Amerika. Carl Hanser, München 2014, ISBN 978-3-446-24498-6.
- Archiv der Träume. Meisterwerke aus dem Musée d'Orsay Hrsg. von Werner Spies, Sieveking Verlag München 2015, ISBN 978-3-944874-17-3.
- Max Ernst und die Geburt des Surrealismus, C. H. Beck, München 2019, ISBN 978-3-406-73521-9.[10]